# Елена Китић
Елена Китић (Хановер, 11. август 1997) српска је певачица. 

## Биографија
Ћерка је певача Милета Китића и Марте Савић.
Она е постала позната 2016. године сарађујући са босанскохерцеговачким репером Џала Братом који је за њу урадио песму Фолира. Постигла је успех на Јутубу са преко 37 милиона прегледа. Исте године снимила је песму са Џалом и Бубом Корелијем Не волим која се нашла на њиховом албуму. Следеће године је објавила сингл Злато за који је урадила и спот.
Године 2018, Раста је за Елену урадио текст и музику за песму Гето принцеза.  Године 2019. избацује дует Columbiana, са македонским двојцем 2Бона, баладу Забрањујем, за коју је карактеристичан вертикалан видео, и песму 2000s, у којој слушаоци могу сами да изаберу како ће се завршити спот. Године 2020. избацује песме Харикири и Псх Псх. Године 2021, избацује баладу Фобије. У августу исте године појављује се као гост у нумери Бијеле Флаше која је на албуму Футура извођача Џале Брата. Дует је привукао огромну пажњу, на основу чега је у року од једног дана остварио милион прегледа на платформи Јутјуб. У септембру исте године, објављује песму Лажи у сарадњи са Јужним Ветром, где ће се песма пуштати кроз другу сезону истоимене серије. Крајем октобра месеца издаје песму Свемир за коју је текст и музику радила њена колегиница Едита Арадиновић. У октобру 2022. године појавила се као гост у песми Лондон мушког репера Војажа. Наредне године, Елена и њен отац Миле Китић избацују дуетску песму Паре. Текст за песму је радио покојни српски текстописац Милан Радуловић Лаћа. Почетком лета избацује песму Сцене коју је снимила са својим дечком Миксом у Јапану.  Крајем године избацује сингл Extra Fancy коју је радио познати српски репер и продуцент Слободан Вељковић Цоби. Занимљива чињеница јесте што је спот инспирисан аниме серијом Michiko & Hatchin.

## Дискографија

### Студијски албуми
- (2025)

### Синглови
- Better days (2014)
- Фолира (ft. Џала Брат, 2016)
- Не волим (ft. Џала Брат, Буба Корели, 2016)
- Злато (2017)
- Гето принцеза (2018)
- Columbiana (ft. 2Bona, 2019)
- Забрањујем (2019)
- 2000's (2019)
- Харакири (2020)
- PSH PSH (2020)
- Фобије (2021)
- Лажи (2021)
- Свемир (2021)
- Лондон (ft. Voyage, 2022)
- Паре ( Миле Китић, 2023)
- Сцене (ft. Mixa, 2023)
- Extra fancy (2023)
- Елена (2024)

### Видеографија
| Спот                | Година | Режисер                 |
| ------------------- | ------ | ----------------------- |
| Better days         | 2014   | Хаџи-Александар Ђуровић |
| Фолира              | 2016   | Љуба                    |
| Злато               | 2017   | Ведад Јашаревић         |
| Гето принцеза       | 2018   | Раста                   |
| Colombiana          | 2019   | Љуба                    |
| Забрањујем          | 2019   | Љуба, Игор Лазић        |
| 2000's              | 2019   | Љуба                    |
| PSH PSH             | 2020   | Немања Новаковић        |
| Фобије              | 2021   |                         |
| Бијеле флаше        | 2021   | Андреј Мисирлић         |
| Лажи                | 2021   | Немања Новаковић        |
| Лондон              | 2022   | Немања Новаковић        |
| Паре                | 2023   | Љуба                    |
| Сцене               | 2023   | Марија Шехановић        |
| Extra Fancy         | 2023   | Марија Шехановић        |
| Елена               | 2024   | Марија Шехановић        |
| Пукло небо          | 2024   | New Era Digital Studio  |
| Блака,блака         | 2024   | New Era Digital Studio  |
| Киша када падне     | 2025   | Марија Шехановић        |
| Jala Brat interlude | 2025   | Марија Шехановић        |
| Bang Bang           | 2025   | Марија Шехановић        |
| Пума                | 2025   | Марија Шехановић        |
| Затварање           | 2025   | Марија Шехановић        |
| Tралала             | 2025   | Марија Шехановић        |
| Tон по тон          | 2025   | Марија Шехановић        |
| Еле еле             | 2025   | Марија Шехановић        |
| Мотив               | 2025   | Марија Шехановић        |
| Penthouse           | 2025   | Марија Шехановић        |